# Magyar Jégkorong Szövetség
Magyar Jégkorong Szövetség kontrollerar den organiserade ishockeyn i Ungern. Ungern inträdde den 24 januari 1927 i IIHF.

### Fotnoter
1. ↑  ”Hungary”. International Ice Hockey Federation. http://www.iihf.com/iihf-home/countries/Hungary.html. Läst 9 april 2012.